# Marion Raynaud de Prigny
Marion Raynaud de Prigny, née dans une petite ville du Béarn le 27 juillet 1968 est illustratrice et auteur de livres pour enfants.

## Biographie
Sœur de 4 frères, elle est la fille d'un père commandant de sous-marin (Capitaine de Vaisseau Yves-Urbain Lecointre) et d'une mère peintre. De ports en ports, elle finit par accoster à Paris, où elle fait ses études aux Arts Décoratifs et rencontre son mari Philippe Raynaud, médecin psychiatre de haut niveau[réf. nécessaire]. Après avoir fini ses études, elle resta encore quelques années dans la capitale avant de déménager à Perpignan. Elle exerce le métier d'auteur/illustrateur de livres pour enfants aux Éditions du Triomphe. Avant de se lancer dans l'écriture, Marion Raynaud de Prigny a illustré beaucoup de livres pour adolescents et pour adultes. Actuellement, elle travaille sur une série de sa création, Paul et Colombe, et elle en est au 12e tome en 2010.